# Коли жінка осідлає коня
«Коли жінка осідлає коня» — радянський художній фільм 1974 року, знятий режисером Ходжакулі Нарлієвім на кіностудії «Туркменфільм».

## Сюжет
Фільм присвячений Ейні Кулієвій, яка очолила у 1920-ті роки перший жіночий відділ Туркменії.

## У ролях
- Майя Аймедова — Артикгуль (дублювала Інна Виходцева)
- Ходжан Овезгеленов — Меред-бай (дублював Костянтин Тиртов)
- Олександр Краснопольський — Сашко (дублював Геннадій Крашенинников)
- Ходжаберди Нарлієв — Берди (дублював Олексій Панькін)
- Баба Аннанов — Атабаєв, голова Раднаркому (дублював Артем Карапетян)
- Аман Байрамбердиєв — Айтаков, голова ЦВК
- Піркулі Атаєв — Ата-ага (дублював Віктор Філіппов)
- Хоммат Муллик — Азад (дублював Анатолій Кузнецов)
- Ходжадурди Нарлієв — Хоммад (дублював Євген Жариков)
- Айнабат Аманлієва — епізод
- О. Аманова — епізод
- Фахрія Алієва — епізод
- Ене Байрамбердиєва — Ходжар
- А. Бяшимова — епізод
- Тачбібі Гафурова — Огульгерек, дружина Меред-бая
- Єлизавета Караєва — епізод
- Нурбібі Кутлієва — мама Дессегуль
- Г. Журмангельдиєв — епізод
- Огулькурбан Дурдієва — мати Артикгуль
- Сона Мурадова — знахарка
- Сурай Мурадова — мешканка аула
- Ходжакулі Нарлієв — червоний командир
- Огульджан Ніязбердиєва — Сахра, дружина Хоммада
- С. Овезов — мулла
- Аман Одаєв — Улаклич
- Сапар Одаєв — Дацатар
- Антоніна Рустамова — епізод
- Рано Хамраєва — Новат
- Ораз Ходжаєв — Ораз

## Знімальна група
- Режисер — Ходжакулі Нарлієв
- Сценаристи — Майя Аймедова, Ходжакулі Нарлієв
- Оператор — Христофор Тріандафілов
- Композитор — Реджеп Реджепов
- Художник — Аннамамед Ходжаніязов